# Cinco Vilas
Cinco Vilas ist ein Ort und eine ehemalige Gemeinde (Freguesia) im portugiesischen Kreis Figueira de Castelo Rodrigo. Die Gemeinde hatte 94 Einwohner (Stand 30. Juni 2011).
Am 29. September 2013 wurden die Gemeinden Cinco Vilas und Reigada zur neuen Gemeinde União das Freguesias de Cinco Vilas e Reigada zusammengeschlossen.